# Місячний камінь
Місячний камінь — вжиткова назва, що може вживатися щодо кількох мінералів різного походження.
- Прозорий польовий шпат (адуляр, альбіт, олігоклаз, ортоклаз, санідин) з блідо-блакитною іридизацією
- Напівпрозорий або просвітний плагіоклаз з перламутровим блиском і характерною іридизацією в синювато-білих, зеленастих і жовтавих тонах.
- Селеніт — виробний камінь, гіпс паралельноволокнистої будови з шовковистим відтінком
- Загальний термін, вживаний щодо опалосцируючих різновидів мінералів блідо-молочного кольору (східний місячний камінь — корунд, рожевий місячний камінь — скаполіт, блакитний місячний камінь — халцедон), щодо іридизуючих різновидів основного плагіоклазу (місячний камінь канадський, мадагаскарський, чорний), щодо амазоніту з шовковистим блиском від вростків альбіту (зелений місячний камінь).